# 曹冏 (宗室)
曹冏（？—？），字元首，三国曹魏宗室。曹操養祖父曹騰之兄曹叔興后裔。
曹芳时代对掌权的親族曹爽，总结夏朝、殷朝、周朝、秦朝、漢朝、魏六代王朝的得失，提出意見書，即《六代論》。提案強化皇室曹氏，但是事情并没有付诸实施，曹冏終任弘農郡太守。
《六国论》文筆極好，晉武帝司馬炎赞赏，以為是曹植所作，问曹植之子曹志，曹志归家查询其父著作目录发现没有此文，回奏武帝曰：听闻是族叔曹囧所著，因曹植文高，而假托其名，希望能流传后世。武帝曰：自古以来常有此事，现在父子相互证明，此文的出处可以确证无疑了。